# Museum of Pop Culture

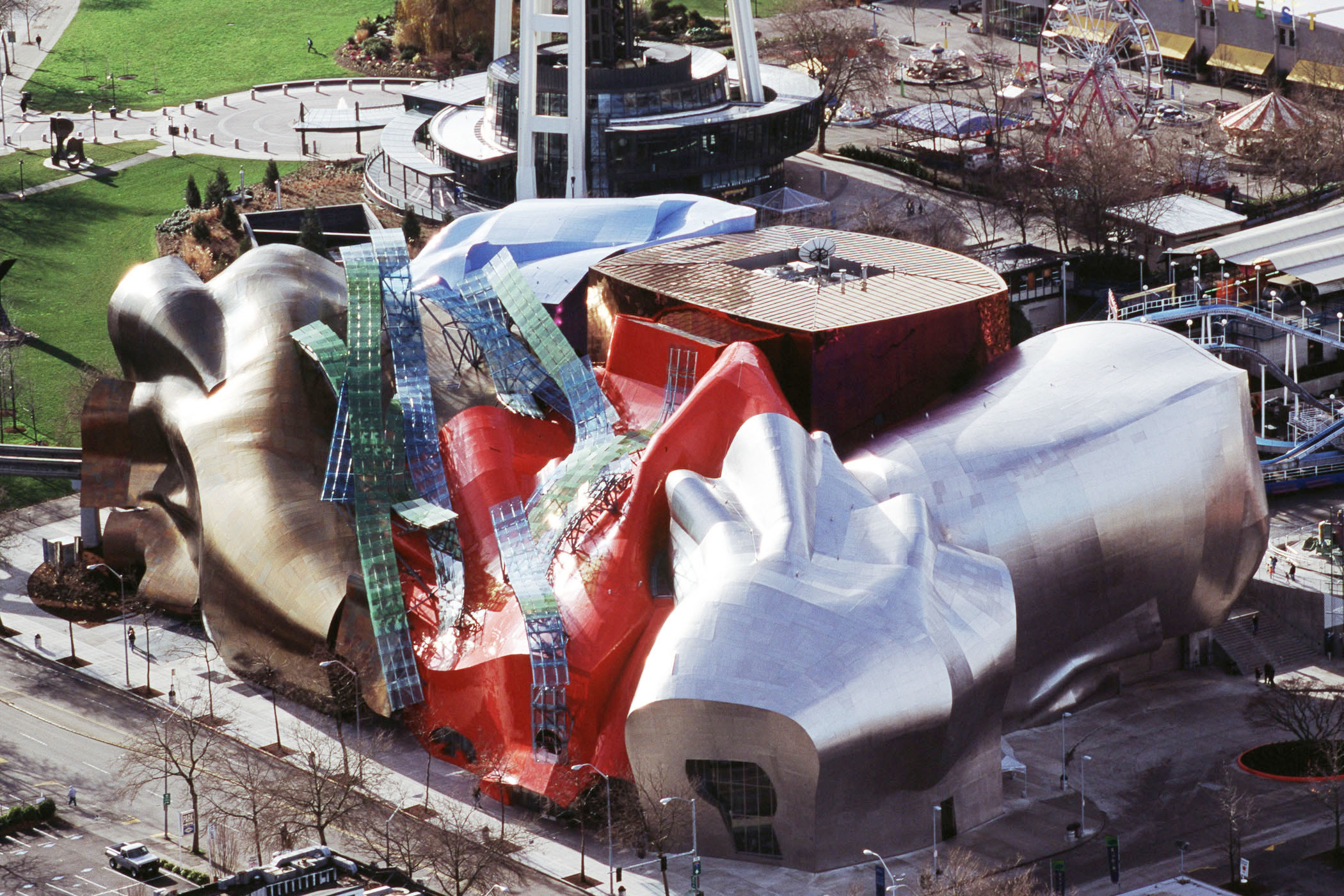
Vogelperspektive

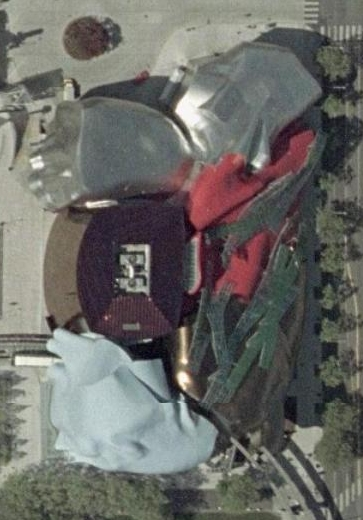
Draufsicht

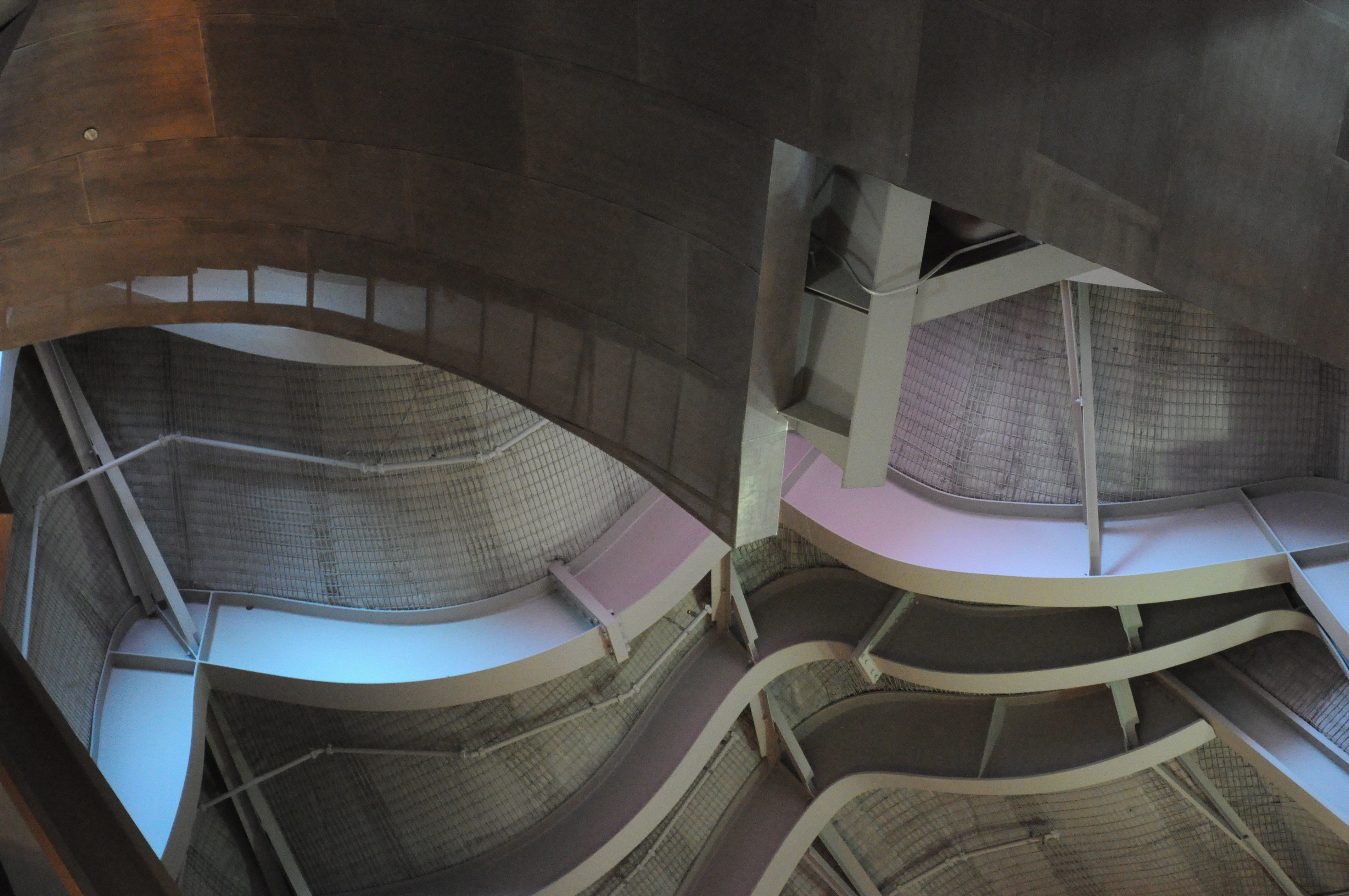
Innenraum, Blick zur Decke

Das Museum of Pop Culture (MoPOP) ist ein Museum für populäre Musik in Seattle. Es wurde von Paul Allen, dem Mitbegründer von Microsoft, als  Experience Music Project (EMP oder auch EMP Museum) gestiftet und befindet sich auf dem Campus des Seattle Center in Nachbarschaft zum Wahrzeichen der Stadt, der Space Needle. Das EMP wurde im Jahr 2000 eröffnet. Seit November 2016 trägt es seinen aktuellen Namen.

## Architektur
Das Gebäude wurde vom Architekten Frank Gehry entworfen und erinnert in seiner Form an andere Bauten des Architekten, wie das Guggenheim-Museum Bilbao, die Walt Disney Concert Hall und den Gehry-Tower. Die Form wurde in einem Artikel der Seattle Weekly als „geschmolzene elektrische Gitarre“ beschrieben. Der Vergleich kam von Gehry selbst, der zum Designprozess erklärte: „Wir fingen an, Bilder von Stratocasters zu sammeln, Gitarrenkörper mitzubringen und benutzten diese Formen, um unsere Ideen zu entwickeln.“

## Nutzung
Das Gebäude war ursprünglich als Jimi-Hendrix-Museum konzipiert. Das Museum stellt vor allem Gegenstände der Rockmusik aus und verwendet zu deren Präsentation neuartige Multimedia-Technologie. In dem Gebäude befindet sich die Science Fiction and Fantasy Hall of Fame sowie, in Kooperation mit der University of Washington, die Radiostation KEXP.

## Kritik
Das Echo in Fachwelt und Presse war eher negativ. Der Architekturkritiker der New York Times, Herbert Muschamp, beschrieb das Gebäude als „etwas, das aus dem Meer gekrochen kam, sich umgedreht hat und gestorben ist.“ Das Forbes Magazine führte das Gebäude in einer Liste der zehn hässlichsten der Welt. Das Gebäude wird in der Bevölkerung auch scherzhaft als The Blob (dt. Der Klecks) (vergleiche auch Blob-Architektur) oder The Hemorrhoids (dt. Hämorrhoiden) bezeichnet.

## Trivia
Mehrere Bilder des EMP sind als Desktop-Hintergrund in Microsoft Windows 7 enthalten.